# Schwedische Nationalmannschaft bei der Internationalen Sechstagefahrt

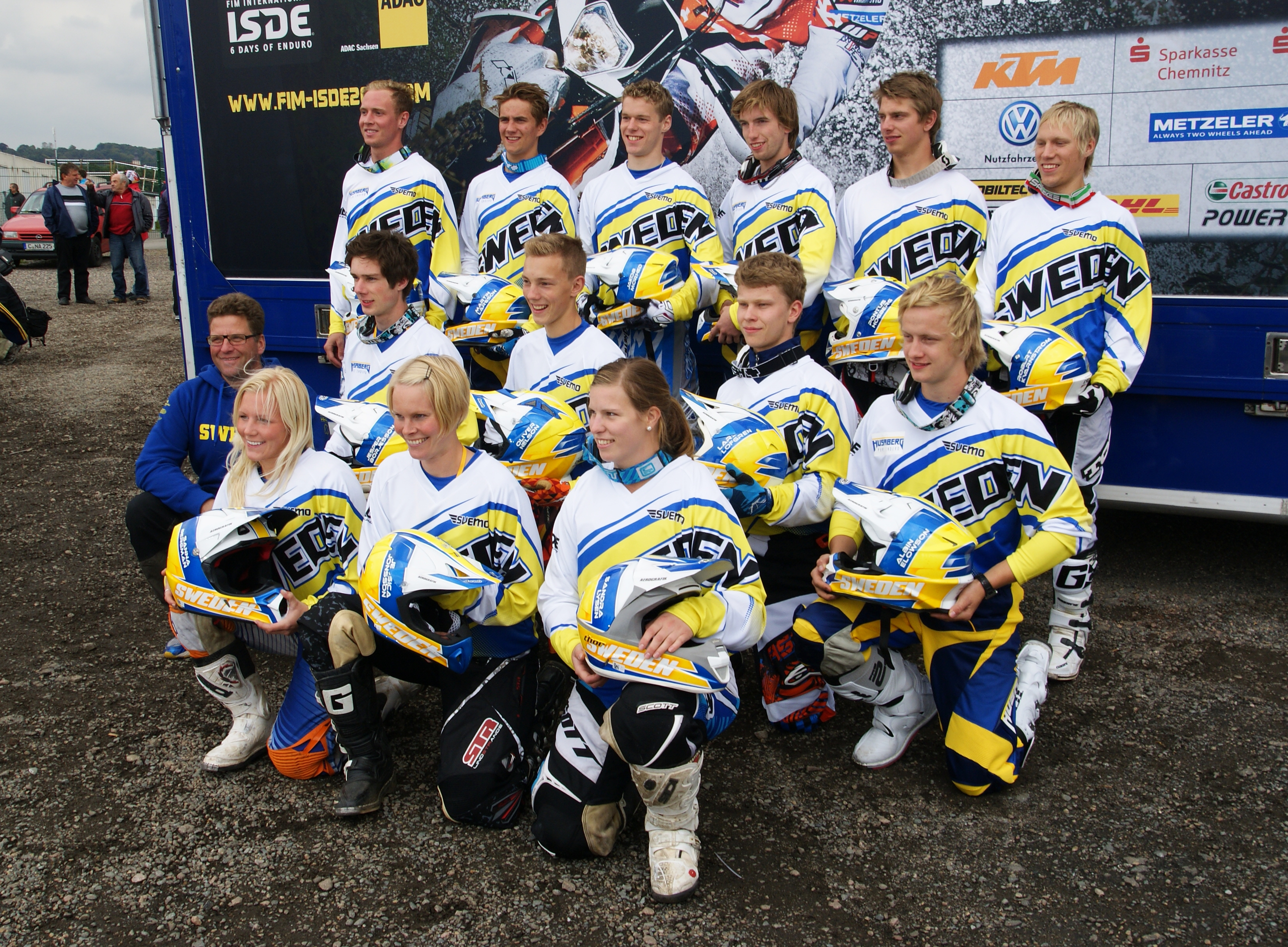
Die schwedischen Nationalmannschaften bei der 87. Internationale Sechstagefahrt

Die schwedischen Nationalmannschaften bei der Internationalen Sechstagefahrt sind eine Auswahl von Fahrern und Fahrerinnen für die Nationenwertungen dieses Wettbewerbes.
Entsprechend der Regelungen für die Sechstagefahrt wurden Nationalmannschaften für die Wertung um die Trophy (später: World Trophy), Silbervase (ab 1985: Junior World Trophy) und die Women’s World Trophy zugelassen. Der Umfang der Mannschaften und die Regularien für die Teilnahme änderte sich mehrmals im Laufe der Zeit.
Das erste Mal nahm 1922 eine Mannschaft im Wettbewerb um die Trophy teil, bereits im Folgejahr gelang hier der erste Sieg. Im Wettbewerb um die Silbervase gelang der erste Sieg erst 1983, im gleichen Jahr konnte auch die World Trophy gewonnen werden. – Die World Trophy konnte zuletzt 1991, die Junior World Trophy 2024 errungen werden.
Die Frauennationalmannschaften errangen als bislang beste Platzierungen zwei zweite Plätze (2009 und 2013).
Die Liste erhebt keinen Anspruch auf Vollständigkeit.

## 1922–2006
| Jahr                    | World Trophy | Silbervase |
| ----------------------- | --- | --- |
| 1922                    | 3. Bernhard Malmberg (Husqvarna) Gustav Göthe (Husqvarna) Per Svanbeck (Husqvarna) | |
| 1923                    | 1. Bernhard Malmberg (Husqvarna) Gustav Göthe (Husqvarna) Gunnar Lundgren (Husqvarna) | |
| {\displaystyle \vdots } | keine Teilnahme | keine Teilnahme |
| 1927                    | 2. Gustav Göthe (Husqvarna) Yngve Ericsson (Husqvarna) Bernhard Malmberg (Husqvarna) | 4. Gustav Göthe (Husqvarna) Yngve Ericsson (Husqvarna) Bernhard Malmberg (Husqvarna)                                                                    |
| 1928                    | 2. Gustav Göthe (Husqvarna) Yngve Ericsson (Husqvarna) Bernhard Malmberg (Husqvarna) | 5. Gustav Göthe (Husqvarna) Yngve Ericsson (Husqvarna) Bernhard Malmberg (Husqvarna)                                                                    |
| 1929                    | 3. Bernhard Malmberg (Husqvarna) Yngve Ericsson (Husqvarna) Mannerstedt (Husqvarna) | keine Teilnahme |
| {\displaystyle \vdots } | keine Teilnahme | keine Teilnahme |
| 1938                    | keine Teilnahme | 2. A. Lauren (BMW 494) Folke Larsson (Zündapp 496) C. Hedelin (DKW 490)                                                                                 |
| 1939                    | keine Teilnahme | 8. C. Hedelin (DKW 490) Folke Larsson (BMW 494) Seh Lindvall (DKW 250)                                                                                  |
|                         | | |
| 1947                    | keine Teilnahme | keine Teilnahme |
| {\displaystyle \vdots } | keine Teilnahme | keine Teilnahme |
| 1951                    | keine Teilnahme | 3. (A-Mannschaft) Börje Robert Nyström (Royal Enfield 500) Folke Larsson (BMW 500) Seh Lindvall (Puch 250)                                              |
| 1951                    | keine Teilnahme | 9. (B-Mannschaft) Elon Forsberg (NV 150) Bengt Mattson (Ariel 500) Alvar Strandberg (Royal Enfield 350)                                                 |
| 1952                    | 4. Curth Nehlin (NV 123) Seh Lindvall (NV 244) Folke Larsson (NV 244) Gunnar Lidström (NV 244) Elon Forsberg (NV 244)                                                                                      | 6. Alvar Strandberg (Triumph 498) Hans Ring (BMW 490) Börje Robert Nyström (Royal Enfield 497)                                                          |
| 1953                    | 4. Gösta Zälle (NV 175) Gösta Nyberg (NV 246) Elon Forsberg (NV 246) Folke Larsson (NV 246) Hans Ring (NV 246)                                                                                             | 5. (A-Mannschaft) Rudolf Nyström (Royal Enfield 499) Ake Elgebrandt (Royal Enfield 499) Börje Robert Nyström (Royal Enfield 499)                        |
| 1953                    | 4. Gösta Zälle (NV 175) Gösta Nyberg (NV 246) Elon Forsberg (NV 246) Folke Larsson (NV 246) Hans Ring (NV 246)                                                                                             | 7. (B-Mannschaft) Bengt Hukansson (Husqvarna 175) Lennart Lindström (Husqvarna 174) Lars Olov Hagman (Husqvarna 175)                                    |
| 1954                    | 3. O. Gustafsson (Husqvarna 175) Lars Olov Hagman (Husqvarna 175) Elon Forsberg (NV 276) H. Andersson (NV 250) G. Johansson (NV 250)                                                                       | 2. (A-Mannschaft) Folke Larsson (NV 250) Gösta Nyberg (NV 250) G. Eriksson (NV 250)                                                                     |
| 1954                    | 3. O. Gustafsson (Husqvarna 175) Lars Olov Hagman (Husqvarna 175) Elon Forsberg (NV 276) H. Andersson (NV 250) G. Johansson (NV 250)                                                                       | 12. (B-Mannschaft) Bengt Hukansson (Husqvarna 175) B. Eriksson (Husqvarna 175) B. Andersson (Husqvarna 175)                                             |
| 1955                    | 5. Lars Olov Hagman (Husqvarna 174) Ove Lindell (Monark 248) Gunnar Johansson (NV 244) Beng Winberg (Monark 248) Elon Forsberg (NV 244)                                                                    | 20. (A-Mannschaft) Sven Falk (Monark 248) Bengt Johansson (Monark 248) Hans Ring (Monark 248)                                                           |
| 1955                    | 5. Lars Olov Hagman (Husqvarna 174) Ove Lindell (Monark 248) Gunnar Johansson (NV 244) Beng Winberg (Monark 248) Elon Forsberg (NV 244)                                                                    | 19. (B-Mannschaft) Gunnar Eriksson (NV 244) Hans O. Andresson (NV 244) Hans Bodin (NV 244)                                                              |
| 1956                    | 4. Rolf Bertilsson (NV 250) Elon Forsberg (NV 250) Lennart Erlandsson (Husqvarna 175) Sune Olsson (Husqvarna 175) Hans Andersson (NV 125) Gunnar Eriksson (NV 125)                                         | 22. (A-Mannschaft) Hans Ring (Monark-Ilo 244) Allan Eklund (Monark 244) Rolf Stagman (Monark-Ilo 172) Bengt Ragnar Malgrem (Monark 174)                 |
| 1956                    | 4. Rolf Bertilsson (NV 250) Elon Forsberg (NV 250) Lennart Erlandsson (Husqvarna 175) Sune Olsson (Husqvarna 175) Hans Andersson (NV 125) Gunnar Eriksson (NV 125)                                         | 12. (B-Mannschaft) Rudolf Nyström (Monark 244) Börje Robert Nyström (Zündapp 250) Berndt Hasselrot (Monark 244) Lars Olov Hagman (Husqvarna 175)        |
| 1957                    | keine Teilnahme | 8. Hans Öberg (Husqvarna 175) Lars Olov Hagman (Husqvarna 175) Börje Robert Nyström (Zündapp 250) Hans Andersson (NV 250)                               |
| 1958                    | 5. Björn Näslund (Husqvarna 125) Gösta Berglund (Husqvarna 125) Lars Olov Hagman (Husqvarna 175) Sune Skogsmo (Monark 175) Ake Törnblom (Husqvarna 200) Sune Olsson (Husqvarna 200)                        | 6. Berndt Hasselrot (Monark 175) Carl-Gustav Boris-Möller (Monark 244) Rudolf Nyström (Monark 248) Bengt Ericsson (Monark 244)                          |
| 1959                    | 5. Sune Olsson (Husqvarna 250) Tage Magnusson (Husqvarna 250) Lars Olov Hagman (Husqvarna 175) Sune Skogsmo (Monark 175) Bo Sjösvärd (Husqvarna 125) Gösta Berglund (Husqvarna 125)                        | keine Teilnahme |
| 1960                    | 3. Sune Skogsmo (Husqvarna 124) Bo Sjösvärd (Husqvarna 125) Lars Olov Hagman (Husqvarna 175) Anders Franzen (Husqvarna 175) Tage Magnusson (Husqvarna 200) Rolf Tibblin (Husqvarna 250)                    | keine Teilnahme |
| 1961                    | 7. Bo Ekeberg (Husqvarna 175) Bo Sjösvärd (Husqvarna 125) Björn Näslund (Husqvarna 125) R. Isaksson (Husqvarna 175) Tage Magnusson (Husqvarna 250) Rolf Tibblin (Husqvarna 250)                            | 11. Anders Franzen (Husqvarna 250) C. Svenman (Husqvarna 175) S. Bande (Husqvarna 175) S. Falk (Husqvarna 175)                                          |
| 1962                    | 7. Erland Andersson (Husqvarna 175) Tage Magnusson (Husqvarna 250) Lars Olov Hagman (Husqvarna 175) Bo Ekeberg (Husqvarna 250) Bo Sjösvärd (Husqvarna 125) Lars Sellman (Husqvarna 125)                    | 12. |
| 1963                    | 8. Olle Stähl (Husqvarna 250) Bo Sjösvärd (Husqvarna 250) Bo Ekeberg (Husqvarna 175) Lars Sellman (Husqvarna 175) Hans Hansson (Husqvarna 350) Erland Andersson (Husqvarna 350)                            | keine Teilnahme |
| 1964                    | 4. Bo Ekeberg (Husqvarna 175) Lars Sellman (Husqvarna 175) B. Haglund (Husqvarna 250) Bo Sjösvärd (Husqvarna 250) Erland Andersson (Husqvarna 350) B. Sellman (Husqvarna 350)                              | 10. (A-Mannschaft) A. Palsson (Husqvarna 175) Curt Öberg (Husqvarna 250) St. Lemborn (Flick 250) A. Pettersson (Husqvarna 250)                          |
| 1964                    | 4. Bo Ekeberg (Husqvarna 175) Lars Sellman (Husqvarna 175) B. Haglund (Husqvarna 250) Bo Sjösvärd (Husqvarna 250) Erland Andersson (Husqvarna 350) B. Sellman (Husqvarna 350)                              | 18. (B-Mannschaft) C. Svenman (Husqvarna 250) L. Lagerwall (Jawa 250) S. Falk (Jawa 350) S. Bände (Jawa 350)                                            |
| 1965                    | 3. L. Larsson (Husqvarna 174) C. Johansson (Husqvarna 174) B. Haglund (Husqvarna 248) Curt Öberg (Husqvarna 248) Erland Andersson (Husqvarna 252) B. Sellman (Husqvarna 252)                               | 4. (A-Mannschaft) |
| 1965                    | 3. L. Larsson (Husqvarna 174) C. Johansson (Husqvarna 174) B. Haglund (Husqvarna 248) Curt Öberg (Husqvarna 248) Erland Andersson (Husqvarna 252) B. Sellman (Husqvarna 252)                               | 16. (B-Mannschaft) |
| 1966                    | 4. T. Andersson (Husqvarna 250) Bo Ekeberg (Husqvarna 250) Curt Öberg (Husqvarna 500) B. Haglund (Husqvarna 500) E. Andersson (Husqvarna 350) Yngve Ekeberg (Husqvarna 175)                                | 21. (A-Mannschaft) H. Ericcon (Husqvarna 250) Sune Skogsmo (Husqvarna 250) Ingemar Österberg (Husqvarna 250) Rolf Tibblin (ČZ 500)                      |
| 1966                    | 4. T. Andersson (Husqvarna 250) Bo Ekeberg (Husqvarna 250) Curt Öberg (Husqvarna 500) B. Haglund (Husqvarna 500) E. Andersson (Husqvarna 350) Yngve Ekeberg (Husqvarna 175)                                | 19. (B-Mannschaft) Curt Svenman (Husqvarna 250) B. Lindkvist (Husqvarna 250) B. A. Nilsson (Jawa 250) S. Falk (Jawa 350)                                |
| 1967                    | 5. Yngve Ekeberg (Husqvarna 250) L. Larsson (Husqvarna 250) T. Andersson (Husqvarna 350) Sune Skogsmo (Husqvarna 350) Lars Erik Johansson (Husqvarna 500) Curt Öberg (Husqvarna 500)                       | 7. (A-Mannschaft) H. Ericsson (Husqvarna 250) J. Linden (Husqvarna 250) Hans Hansson (Husqvarna 250) Bengt Olov Gustafson (Husqvarna 500)               |
| 1967                    | 5. Yngve Ekeberg (Husqvarna 250) L. Larsson (Husqvarna 250) T. Andersson (Husqvarna 350) Sune Skogsmo (Husqvarna 350) Lars Erik Johansson (Husqvarna 500) Curt Öberg (Husqvarna 500)                       | 10. (B-Mannschaft) Bengt Kajland (Husqvarna 250) G. Svenman (Husqvarna 250) Ingemar Österberg (Husqvarna 250) Bo Thörnblom (Husqvarna 500)              |
| 1968                    | 3. Lars Erik Johansson (Husqvarna 360) Hans Hansson (Husqvarna 246) Karl Ingemar Larsson (Husqvarna 246) Bengt Olov Gustafson (Husqvarna 348) Curt Öberg (Husqvarna 360) Björn Bock (Husqvarna 348)        | 15. (A-Mannschaft) Conny Windisch (Husqvarna 250) Hans Jadertrom (Jawa 250) Dirger Norgren (Jawa 250) Bengt Kajland (Jawa 360)                          |
| 1968                    | 3. Lars Erik Johansson (Husqvarna 360) Hans Hansson (Husqvarna 246) Karl Ingemar Larsson (Husqvarna 246) Bengt Olov Gustafson (Husqvarna 348) Curt Öberg (Husqvarna 360) Björn Bock (Husqvarna 348)        | 11. (B-Mannschaft) Arthur Nilsson (Husqvarna 250) Bo Thörnblom (Husqvarna 360) Ingemar Osterberg (Husqvarna 360) Carl Lennart Johansson (Jawa 350)      |
| 1969                    | 4. Yngve Ekeberg (Husqvarna 250) Lars Erik Johansson (Husqvarna 250) Tommy Jansson (Husqvarna 350) Hans Hansson (Husqvarna 350) Björn Bäck (Husqvarna 500) Bo Gustafsson (Husqvarna 500)                   | 8. (A-Mannschaft) Bo Thörnblom (Monark 125) Björn Ekman (Husqvarna 250) Bengt Kajland (Husqvarna 250) Carl Lennart Johansson (Jawa 350)                 |
| 1969                    | 4. Yngve Ekeberg (Husqvarna 250) Lars Erik Johansson (Husqvarna 250) Tommy Jansson (Husqvarna 350) Hans Hansson (Husqvarna 350) Björn Bäck (Husqvarna 500) Bo Gustafsson (Husqvarna 500)                   | 14. (B-Mannschaft) Curt Svenman (Monark 125) Paul Bände (Monark 125) Conny Windisch (Husqvarna 350) Ingemar Österberg (Husqvarna 500)                   |
| 1970                    | 3. Hans Ericsson (Husqvarna 350) Lars Erik Johansson (Husqvarna 350) Björn Bäck (Husqvarna 500) Bo Gustafsson (Husqvarna 500) Hans Hansson (Husqvarna 500) Tommy Jansson (Husqvarna 500)                   | 13. (A-Mannschaft) Bo Thörnblom (Monark 125) Arthur Nilsson (Monark 125) Pal Benda (Monark 125) Karl-Axel Grindberg (Monark 125)                        |
| 1970                    | 3. Hans Ericsson (Husqvarna 350) Lars Erik Johansson (Husqvarna 350) Björn Bäck (Husqvarna 500) Bo Gustafsson (Husqvarna 500) Hans Hansson (Husqvarna 500) Tommy Jansson (Husqvarna 500)                   | 4. (B-Mannschaft) Ingemar Österberg (Husqvarna 500) Alvin Karlsson (Husqvarna 500) Bengt Kajland (Husqvarna 500) Carl Lennart Johansson (Husqvarna 500) |
| 1971                    | 6. Karl Ingemar Larsson (Monark 100) Lars Erik Johansson (Monark 100) Bo Gustafsson (Monark 100) Hans Hansson (Monark 125) K. Gustafsson (Monark 125) Jan Erik Sallqvist (Monark 125)                      | 9. S. Granath (Monark 125) K. A. Grindberg (Monark 125) Arthur Nilsson (Monark 125) S. Thorngren (Monark 125)                                           |
| 1972                    | 10. Bo Gustafsson (Monark 100) Bo Thörnblom (Husqvarna 125) Steve Tell (Monark 125) Karl Ingemar Larsson (Monark 125) Hans Hansson (Husqvarna 175) Jan Erik Sallqvist (Husqvarna 175)                      | 15. (A-Mannschaft) T. Säfström (Monark 100) S. Lindström (Monark 100) C. I. Larsson (Monark 125) T. B. Winzell (Monark 125)                             |
| 1972                    | 10. Bo Gustafsson (Monark 100) Bo Thörnblom (Husqvarna 125) Steve Tell (Monark 125) Karl Ingemar Larsson (Monark 125) Hans Hansson (Husqvarna 175) Jan Erik Sallqvist (Husqvarna 175)                      | 4. (B-Mannschaft) Berndt Enö (Zündapp 125) S. E. Hillman (Ossa 250) Lars Erik Johansson (Husqvarna 250) Bengt Gustavsson (Husqvarna 1300)               |
| 1973                    | 6. Yngve Ekeberg (Monark 125) Benot Gustafsson (Monark 125) Steve Tell (Monark 125) Karl Ingemar Larsson (Monark 175) Bo Thörnblom (Monark 175) Jan Erik Sallqvist (Monark 250)                            | 2. Kurt Gustafsson (Husqvarna 250) Hans Ericsson (Husqvarna 350) Hans Hansson (Husqvarna 500) Bengt Gustavsson (Husqvarna 1300)                         |
| 1974                    | 2. B. Gustavsson (Monark 125) Steve Tell (Monark 125) Bo Thörnblom (Monark 175) Berndt Enö (Monark 175) Yngve Ekeberg (Monark 250) Hans Hansson (Monark 250)                                               | 11. R. Jacobsson S. E. Hillman Björn Bäck Tommy Jansson                                                                                                 |
| 1975                    | 9. Bo Thörnblom (KTM 350) Bengt Gustavsson (KTM 250) Hans Eriksson (KTM 356) Ingemar Wernersson (KTM 250) Steve Tell (KTM 175) Berndt Enö (KTM 175)                                                        | 7. |
| 1976                    | 12. Berndt Enö (Husqvarna 250) Bo Thörnblom (Husqvarna 350) Bengt Gustavsson (Husqvarna 350) Anders Flodberg (Husqvarna 500) Hans Hansson (Husqvarna 500) Mats Carlstedt (Husqvarna 500)                   | 12. Ole Ekman (Husqvarna 500) Tommy Karlsson (Husqvarna 350) Ingemar Österberg (Husqvarna 500) Björn Bäck (Husqvarna 500)                               |
| 1977                    | 10. Hans Hansson Anders Flodberg Berndt Enö Dag Edlund Nils-Erik Zell Steve Tell | 9. |
| 1978                    | 13. Steve Tell (Husqvarna 250) Dag Edlund (Husqvarna 250) Hans Hansson (Husqvarna 350) Nils-Erik Zell (Husqvarna 350) Torbjörn Jansson (Husqvarna 500) Per Grönberg (Husqvarna 500)                        | 9. Berndt Enö (Zündapp 125) Thomas Gustavsson (Husqvarna 250) Carl-Henry Johansson (Husqvarna 250) Anders Flodberg (Husqvarna 500)                      |
| 1979                    | 5. Steve Tell (Husqvarna 125) Torbjörn Jansson (Husqvarna 500) Per Grönberg (Maico 500) Hans Hansson (Husqvarna 350) Nils-Erik Zell (Husqvarna 500) Thomas Gustavsson (Husqvarna 350)                      | 4. Lars Pärnebjörg (Husqvarna 125) Dag Edlund (Husqvarna 500) Lars-J. Johansson (Husqvarna 250) Anders Flodberg (Maico 500)                             |
| 1980                    | 3. Per Grönberg (Husqvarna 350) Hans Hansson (Husqvarna 500) Torbjörn Jansson (Maico 500) Thomas Gustavsson (Husqvarna 350) Boss Lindbom (Husqvarna 250) Nils-Erik Zell (Husqvarna 500)                    | 2. Lars Pärnebjörg (Husqvarna 125) Steve Tell (Husqvarna 175) Dag Edlund (Husqvarna 175) Svenerik Jönsson (Husqvarna 500)                               |
| 1981                    | 4. Lars Pärnebjörg (Husqvarna 125) Bo Lindbom (Husqvarna 250) Per Grönberg (Yamaha 500) Svenerik Jönsson (Husqvarna 500) Torbjörn Jansson (Maico 500) Steve Tell (Yamaha 504)                              | 14. Dag Edlund (Husqvarna 175) Magnus Jacobsson (Husqvarna 250) Thomas Gustavsson (Husqvarna 500) Nils-Erik Zell (Yamaha 500)                           |
| 1982                    | 5. Per Grönberg Svenerik Jönsson Torbjörn Jansson Thomas Gustavsson Bo Lindbom Lars Pärnebjörg | 6. Kent Karlsson nicht bekannt |
| 1983                    | 1. Lars Pärnebjörg (Husqvarna 125) Torbjörn Jansson (Husqvarna 250) Per Grönberg (Yamaha 250) Svenerik Jönsson (Husqvarna 500) Bo Lindbom (Husqvarna 500) Thomas Gustavsson (Husqvarna +500)               | 1. Magnus Jacobsson (Husqvarna 125) Kent Karlsson (Husqvarna 250) Bert Andersson (Husqvarna 500) Nils-Erik Zell (Yamaha +500)                           |
| 1984                    | 8. Peter Hansson (Husqvarna 125) Per Grönberg (Yamaha 250) Bo Lindbom (Husqvarna 250) Svenerik Jönsson (Husqvarna 500) Hakan Lundberg (Husqvarna 500) Thomas Gustavsson (Husqvarna 500 4T)                 | 8. Kent Karlsson (Husqvarna 250) Mikael Nilsson (Husqvarna 250) Magnus Jacobsson (Husqvarna 500) Dick Wicksell (Husqvarna 500)                          |
| 1985                    | 1. Per Grönberg (Husqvarna 250) Dick Wicksell (Husqvarna 500) Svenerik Jönsson (Husqvarna 500) Hakan Lundberg (Husqvarna 500) Thomas Gustavsson (Husqvarna 500 4T)                                         | ab 1985: Junior World Trophy |
| 1985                    | 1. Per Grönberg (Husqvarna 250) Dick Wicksell (Husqvarna 500) Svenerik Jönsson (Husqvarna 500) Hakan Lundberg (Husqvarna 500) Thomas Gustavsson (Husqvarna 500 4T)                                         | 3. Lars G. Stall (Husqvarna 250) C. Jonsson (Husqvarna 250) Mikael Nilsson (Husqvarna 250) Björn Sjöberg (Husqvarna 500)                                |
| 1986                    | 2. Mikael Nilsson (Husqvarna 125) Dick Wicksell (Husqvarna 250) Kent Karlsson (Husqvarna 250) Per Grönberg (Husqvarna 250) Svenerik Jönsson (Husqvarna 500) Thomas Gustavsson (Husqvarna 500 4T)           | 9. Tomas Coster (Husqvarna 250) Hakan Hagman (KTM 250) Joakim Johansson (Husqvarna 250) Mikael Björklund (Husqvarna 500)                                |
| 1987                    | 2. Mikael Nilsson (Husqvarna 125) Dick Wicksell (Husqvarna 250) Kent Karlsson (Husqvarna 250) Svenerik Jönsson (Husqvarna 500) Hakan Lundberg (Husqvarna 500) Thomas Gustavsson (Husqvarna +500 4T)        | 11. Joakim Hedendahl (KTM 125) Jimmie Eriksson (KTM 250) Bill Anderson (Husqvarna +500 4T) Peter Hansson (KTM+500 4T)                                   |
| 1988                    | 18. Mikael Nilsson (Husqvarna 125) Kent Karlsson (Husqvarna 250) Dick Wicksell (Husqvarna 250) Thomas Gustavsson Svenerik Jönsson (Husqvarna 500) Bill Anderson (Husqvarna +500 4T)                        | 13. Jimmie Eriksson (Husqvarna +500 4T) Joakim Hedendahl (KTM 125) Joakim Johansson (KTM 250) Jonas Karlsson (Suzuki 250)                               |
| 1989                    | 2. Jeff Nilsson (Yamaha 125) Kent Karlsson (Husqvarna 250) Dick Wicksell (KTM 250) Hakan Lundberg (Yamaha 500) Svenerik Jönsson (Husqvarna 500) Jimmie Eriksson (Husqvarna +500 4T)                        | 6. Hakan Hagman (Suzuki 250) Robert Grönlund (Suzuki 250) Björklund (Yamaha 500) Robert Svensson (KTM 500)                                              |
| 1990                    | 1. Jeff Nilsson (Yamaha 125) Dick Wicksell (KTM 250) Kent Karlsson (Husqvarna 250) Svenerik Jönsson (Husqvarna 250) Peter Hansson (KTM 500) Jimmie Eriksson (Husaberg +500 4T)                             | Robert Grönlund (Suzuki 250) Robert Svensson (KTM 500) Peter Karlsson (Yamaha 500) Peter Lundfeldt (Husaberg +500 4T)                                   |
| 1991                    | 1. Jeff Nilsson (KTM 125) Joakim Hedendahl (Suzuki 250) Svenerik Jönsson (Husqvarna 500) Dick Wicksell (KTM 500) Kent Karlsson (Husaberg 350 4T) Bill Anderson (Husqvarna +500 4T)                         | 5. Robert Grönlund (Suzuki 250) Robert Svensson (KTM 500) Peter Karlsson (Yamaha 500) Albert Ohlsson (KTM 500)                                          |
| 1992                    | 2. Joakim Hedendahl (Suzuki 250) Svenerik Jönsson (Husqvarna 500) Jimmie Eriksson (Husaberg 350 4T) Jeff Nilsson (KTM 125) Dick Wicksell (Kawasaki 250) Bill Anderson (Husqvarna +500 4T)                  | 1. Peter Karlsson (Yamaha 500) Peter Jansson (Kawasaki 250) Robert Grönlund (Suzuki 250) Anders Eriksson (Kawasaki 125)                                 |
| 1993                    | 19. Jeff Nilsson (KTM 125) Peter Hansson (Yamaha 250) Svenerik Jönsson (Husqvarna 350 4T) Anders Eriksson (Husaberg 350 4T) Kent Karlsson (Husaberg 350 4T) Bill Anderson (KTM 1300)                       | 5. Peter Jansson (Suzuki 250) Jonas Bark (Kawasaki 250) Tommy Franzen (Yamaha 250) Björne Carlsson (Husaberg 350 4T)                                    |
| 1994                    | 2. Jeff Nilsson (Honda 125) Jonas Bark (Husky 175) Anders Eriksson (Husaberg 350 4T) Svenerik Jönsson (Husky 350 4T) Joachim Hedendahl (Suzuki 175) Peter Jansson (Husaberg 1300 4T)                       | 1. Rikard Larsson (Suzuki 125) Morgan Jansson (Honda 175) Linus Broman (Husqvarna 175) Björne Carlsson (Husaberg 350 4T)                                |
| 1995                    | 15. Ola Korsell (Husqvarna 125) Joakim Hedendahl (Suzuki 175) Kent Karlsson (Husaberg 350 4T) Anders Eriksson (Husaberg 350 4T) Svenerik Jönsson (Husqvarna 350 4T) Peter Jansson (Husaberg +500 4T)       | 2. Peter Bergvall (Husqvarna 125) Anders Karlsson (Kawasaki 125) Linus Broman (Husqvarna 175) Martin Lind (Husqvarna 175)                               |
| 1996                    | 7. Rikard Larsson (Suzuki 125) Joakim Johansson (Honda 175) Ulf Orrvik (Kawasaki 175) Joakim Hedendahl (Suzuki 175) Anders Eriksson (Husqvarna 400) Peter Jansson (Husaberg 500)                           | 2. Peter Bergvall (Husqvarna 125) Anders Karlsson (Kawasaki 125) Morgan Jansson (Yamaha 175) Martin Lind (Husaberg 400)                                 |
| 1997                    | 16. Rikard Larsson (Husqvarna 125) Björne Carlsson (Husaberg 400 4T) Peter Bergvall (Husqvarna 400 4T) Anders Eriksson (Husqvarna +500 4T) Peter Jansson (Husaberg +500 4T) Martin Lind (Husaberg +500 4T) | 3. Ronnie Norberg (Husqvarna 125) Morgan Jansson (Husqvarna 175) Linus Broman (Suzuki 175) Svensson (Yamaha 175)                                        |
| 1998                    | 2. Rikard Larsson Joakim Johansson Björne Carlsson Anders Eriksson Martin Lind Jonas Hermansson | 2. Linus Broman Thorbjörn Back Bengtsson Peter Bergvall                                                                                                 |
| 1999                    | 13. Rikard Larsson (Husqvarna 125) Peter Bergvall (Husaberg 400) Jonas Hermansson (Husaberg 400) Anders Eriksson (Husqvarna +500 4T) Björne Carlsson (Husaberg +500 4T) Martin Lind (Husaberg +500 4T)     | 10. Niklas Gustafsson (KTM 125) Marcus Olsen (TM 250) Thorbjörn Back (Husaberg 400) Fredrik Georgsson                                                   |
| 2000                    | 2. Peter Bergvall (KTM 125) Thorbjörn Back (KTM 400) Jonas Hermansson (Husaberg 400) Anders Eriksson (Husqvarna +500 4T) Björne Carlsson (Husaberg +500 4T) Martin Lind (Husaberg +500 4T)                 | 3. Niklas Gustafsson (KTM 125) Fredrik Georgsson (KTM 125) Daniel Johansson (GasGas 250) Andreas Toresson (Husaberg +500 4T)                            |
| 2001                    | 8. Rikard Larsson (TM) Peter Bergvall (Yamaha) Torbjorn Back (KTM) Martin Lind (Husaberg) Björne Carlsson (Husaberg) Anders Eriksson (Husqvarna)                                                           | 2. Fredrik Georgsson (KTM) Niklas Gustavsson (KTM) Daniel Johansson (GasGas) Andreas Toresson (Husaberg)                                                |
| 2002                    | 2. Rikard Larsson (TM 125) Niklas Gustavsson (KTM 400) Daniel Persson (Yamaha 400) Anders Eriksson (Husqvarna 500) Björne Carlsson (Husaberg 500) Andreas Toresson (Husaberg 500)                          | 6. Richard Hansson (KTM 125) Kristofer Almen (KTM 125) Daniel Johansson (GasGas 175) Lars-Erik Larsson (Yamaha 250)                                     |
| 2003                    | 17. Rikard Larsson (TM 125) Peter Bergvall (Yamaha 250) Björne Carlsson (Husaberg 500) Anders Eriksson (Husqvarna 510) Niklas Gustavsson (KTM 450) Andreas Toresson (Husaberg 500)                         | 5. Patrik Wicksell (KTM 250) Daniel Johansson (GasGas 250) Joakim Ljunggren (KTM 450) Kristofer Almen (KTM 250)                                         |
| 2004                    | 4. Rikard Larsson (TM) Niklas Gustavsson (KTM) Andreas Toresson (Husaberg) Joakim Ljunggren (KTM) Björne Carlsson (Husaberg) Anders Eriksson (Husqvarna)                                                   | 7. Tobias Lindbom (KTM) Charlie Soderblom (Husaberg) Kristofer Almen (KTM) Patrik Wicksell (KTM)                                                        |
| 2005                    | 3. Rikard Larsson (TM) Niklas Gustavsson (KTM) Fredrik Georgsson (KTM) Björne Carlsson (Husaberg) Andreas Toresson (Suzuki) Daniel Persson (Husaberg)                                                      | 4. Calle Sjö (KTM) Joakim Ljunggren (Husaberg) Rikard Wressel (Husaberg) Patrick Wicksell (Husaberg)                                                    |
| 2006                    | 5. Björne Carlsson (Husaberg 500) Joakim Ljunggren (Husaberg 450) Andreas Toresson (Husaberg 450) Daniel Persson (Husaberg 500) Fredrik Georgsson (KTM 250) Niklas Gustavsson (KTM 250)                    | 11. Jonas Karlsson (KTM 450) Sebastian Adielsson (Honda 250) Rikard Wressel (Husaberg 450) Emil Carlsson (KTM 450)                                      |

## Seit 2007
| Jahr | World Trophy | Junior World Trophy                                                                                       | Women’s World Trophy                                                                     |
| ---- | --- | --- | ---------------------------------------------------------------------------------------- |
| 2007 | 3. Peter Bergvall (KTM 250) Andreas Toresson (Suzuki 250) Frederik Georgsson (KTM 250) Joakim Ljunggren (Husaberg 450) Patrick Wicksell (KTM 510) Björne Carlsson | 11. Martin Sundin (KTM 250) Ricard Wressel (Husaberg 450) Jonas Karlsson (KTM 450) Fredrik Berg           | 3. Vanja Kollman (KTM 200) Jessica Jönsson Sandra Adriansson                             |
| 2008 | 7. Fredrik Georgsson (KTM) Niklas Gustafsson (Honda) Anders Eriksson (BMW) Joakim Ljunggren (Husaberg) Björne Carlsson (Husaberg) Patrik Wicksell (KTM)           | 9. Karl Svensson (KTM) Victor Karlsson (Honda) Robert Kvarnstrom (TM) Martin Sundin (Husaberg)            | 3. Paulina Andersson (KTM) Vanja Kollmann (KTM) Jessica Jönsson (GasGas)                 |
| 2009 | 12. Anders Eriksson (BMW) Björne Carlsson (Husaberg) Joakim Ljunggren (Husaberg) Karl Svensson (KTM) Niklas Gustafsson (Honda) Carl Sjö (Husaberg)                | 5. Fredrik Berg (KTM) Jonas Karlsson (KTM) Martin Sundin (Husaberg) Anton Nordh (KTM)                     | 2. Jessica Jönsson (GasGas) Vanja Kollmann (KTM) Sandra Adriansson (Kawasaki)            |
| 2010 | keine Teilnahme | 2. Henrik Lindholm (KTM) Johan Carlsson (Beta) Karl Svensson (Husaberg) Carl Sjö (Husaberg)               | 3. Camilla Mitkiewicz (KTM) Vanja Kollmann (KTM) Jessica Jönsson (GasGas)                |
| 2011 | 4. Johan Edlund (KTM) Martin Larsson (Husaberg) Daniel Persson (Husaberg) Joakim Ljunggren (Husaberg) Jakob Morhed (Husaberg) Jonas Karlsson (KTM)                | 2. Martin Sundin (Husaberg) Karl Svensson (Husaberg) Johan Carlsson (Beta) Carl Sjö (Honda)               | 4. Jessica Jönsson (GasGas) Jessica Malcomsson (Husaberg)                                |
| 2012 | 7. Joakim Ljunggren (Husaberg) Johan Edlund (Husaberg) Pontus Högberg (GasGas) Robert Kvarnström (Beta) Martin Larsson (Husaberg) Jacob Mörhed (Honda)            | 9. Lars Löfgren (Husaberg) Oliver Nelson (KTM) Jesper Börjesson (Husaberg) Albin Elowson (Husaberg)       | 4. Sanna Bergman (KTM) Jessica Jönsson (GasGas) Sandra Lysén (KTM)                       |
| 2013 | 7. Mikael Persson (Husaberg) Tommy Sjostrom (KTM) Martin Sundin (Husaberg) Jesper Börjesson (Husaberg) Anton Sandstedt (Honda) Adam Brostrom (KTM)                | 5. Lars Löfgren (Husaberg) Oliver Nelson (Husaberg) Albin Elowson (Husaberg) Robert Kvarnstrom (Beta)     | 2. Jessica Jönsson (GasGas) Emelie Karlsson (Husaberg) Sanna Bergman (GasGas)            |
| 2014 | keine Teilnahme | 6. Jesper Boerjesson (Husqvarna) Lars Lofgren (KTM) Kevin Olsen (Kawasaki) Oliver Nelson (KTM)            | keine Teilnahme                                                                          |
| 2015 | 6. Johan Edlund (Yamaha) Henrik Lindholm (KTM) Erik Ljungberg (Kawasaki) Mattias Ojanpera (Husqvarna) Kevin Olsen (Sherco) Martin Sundin (Husqvarna)              | 2. Jesper Borjesson (Husqvarna) Mikael Persson (Yamaha) John Ramstrom (Husqvarna) Tommy Sjostrom (GasGas) | 3. Jessica Jönsson (Kawasaki) Emelie Karlsson (Yamaha) Emmily Smalsjo (Yamaha)           |
| 2016 | 4. Joakim Grelsson (KTM) Kevin Olsen (Sherco) Oliver Nelson (TM) Adam Andersson (KTM)                                                                             | 1. Mikael Persson (Yamaha) Albin Elowson (Husqvarna) Jesper Börjesson (Husqvarna)                         | 5. Emelie Karlsson (Yamaha) Hanna Berzelius (KTM) Amanda Elvin (KTM)                     |
| 2017 | 6. Pontus Skog (KTM) Robert Friberg (Husqvarna) Oliver Nelson (KTM) Niklas Persson (Yamaha)                                                                       | 10. Mikael Persson (Yamaha) Albin Elowson (Husqvarna) Joakim Grelsson (KTM)                               | 4. Hanna Berzelius (Husqvarna) Amanada Elvin (Husqvarna) Martina Reimander (KTM)         |
| 2018 | 8. Robert Friberg (Husqvarna) Albin Elowson (Husqvarna) Rikard Hansson (Husqvarna) Oliver Nelson (KTM)                                                            | 6. John Salomonsson (Husqvarna) Noa Largen (KTM) Oskar Ljungstrom (Husqvarna)                             | 5. Amanda Elvin (Husqvarna) Emilia Reimander (KTM) Martina Reimander (KTM)               |
| 2019 | 8. Albin Norrbin (Husqvarna) Albin Elowson (Husqvarna) Noa Largen (Husqvarna) Rikard Hansson (Husqvarna)                                                          | 12. Max Ahlin (Husqvarna) Joakim Grelsson (KTM) Oskar Ljungstrom (Husqvarna)                              | 4. Emelie Karlsson (Yamaha) Martina Reimander (KTM) Emilia Reimander (KTM)               |
| 2021 | 4. Mikael Persson (KTM) Albin Elowson (Husqvarna) Anton Lundgren (Husqvarna) Rikard Hansson (GasGas)                                                              | 3. Max Ahlin (Husqvarna) Albin Norrbin (Fantic) Oskar Ljungstrom (Husqvarna)                              | 5. Hanna Berzelius (Husqvarna) Emma Wennbom (Husqvarna) Emelie Borg Nilsson (KTM)        |
| 2022 | 6. Mikael Persson (Husqvarna) Albin Elowson (Husqvarna) Joakim Grelsson (KTM) Oskar Ljungstrom (Husqvarna)                                                        | 14. Max Ahlin (Beta) Albin Norrbin (Fantic) Axel Semb (KTM)                                               | 4. Hanna Berzelius (Husqvarna) Linnéa Åkesson (Beta) Emelie Borg Nilsson (KTM)           |
| 2023 | keine Teilnahme | 3. Albin Norrbin (Fantic) Axel Semb (Husqvarna) Max Ahlin (KTM)                                           | keine Teilnahme                                                                          |
| 2024 | 15. Nisse Bengtsson (Yamaha 450 4T) Arvid Modin (Yamaha 250 4T) Gustav Mahler (Husqvarna 350 4T) Kalle Ahlin (KTM 250 4T)                                         | 1. Max Ahlin (KTM 350 4T) Albin Norrbin (Fantic 300 2T) Axel Semb (Fantic 250 4T)                         | 3. Hedwig Malm (KTM 350 4T) Linnéa Åkesson (Beta 250 2T) Emelie Karlsson (GasGas 450 4T) |